# 浦代港
浦代港（うらしろこう）は、大分県佐伯市にある港湾（地方港湾）である。港湾管理者は大分県。
佐伯市南部の旧米水津村の米水津湾の湾奥に位置する。近年では、主に米水津湾内で養殖されたブリやハマチなどの魚類の水揚げに利用されている。

## 歴史
佐伯藩の記録によると、浦代港は天保11年（1840年）に築港されたとされる。天保12年（1841年）に完成した『太宰府管内志』には、「佐伯の城より南の方八里に浦代の湊あり、広さ三町、長さ六町あり、海深くして大船をつなぐによし。」と記されており、古くから良港として知られていたことが分かる。
米水津湾は南北に突出する半島に囲まれたリアス式海岸の地域であり、旧米水津村では陸上交通の整備が遅れていた。そのため、昭和20年代から30年代にかけては、浦代港（浦代浦）と色利浦、宮野浦、小浦を結ぶ定期船が運航されていた。しかし、1961年（昭和36年）に米水津村の最南端の宮野浦までのバス路線の運行が開通されるなど、陸上交通の整備が進んだことから、米水津湾の各浦を結ぶ定期船は姿を消した。
浦代港が近代的港湾として整備されるきっかけとなったのは、1954年（昭和29年）の運輸省令により大分県の管理港（第一種港湾）への指定である。この後、1957年度（昭和32年度）から港湾改修計画が開始され、防波堤や物揚場等が整備が進んだ。
近年は湾内でブリやハマチなどの魚類の養殖が行われており、浦代港では100t未満の小型船による養殖魚の水揚げが最も多くなっている。
2015年度の発着数は2,364隻（27,580総トン）。